# Tyler Ward
Tyler Ray Ward, född 12 mars 1988 i Aurora, Colorado, är en amerikansk sångare, låtskrivare och producent. 
Ward har blivit en välkänd artist, dels genom sociala medier, då han har gjort cover-låtar och egna låtar på Youtube. Han har framgångsrikt genomfört fem globala turnéer och har gjort många shower med många artister som Switchfoot, The Beach Boys, Aloe Blacc, Jonas Brothers, The Fray och många fler.

## Diskografi
Studioalbum
- 2013 – Honestly

EP
- 2015 – Yellow Boxes

Singlar
- 2012 – "The Way We Are"
- 2013 – "Falling" (med Alex G)
- 2013 – "Forever Starts Tonight"
- 2013 – "Some Kind of Beautiful" (med Lindsey Stirling)
- 2014 – "Beginning of a Bad Idea"
- 2014 – "Hoopty Hoop"
- 2014 – "SOS"
- 2017 – "What It's Like to Be Lonely"